# Джон Стюарт, 7-й граф Галлоуэй
Джон Стюарт, 7-й граф Галлоуэй (англ. John Stewart, 7th Earl of Galloway; 13 марта 1736 — 13 ноября 1806) — шотландский пэр и политик, титулованный виконт Гарлис с 1747 по 1773 год, который стал 7-м графом Галлоуэем в 1773 году. Депутат Палаты общин Великобритании с 1761 по 1773 год.

## Ранняя жизнь
Джон Стюарт был старшим сыном и вторым ребенком Александра Стюарта, 6-го графа Галлоуэя (ок. 1694—1773) и его второй жены, леди Кэтрин Кокрейн (? — 1786).
Его бабушкой и дедушкой по отцовской линии были Джеймс Стюарт, 5-й граф Галлоуэй (? — 1746), и Кэтрин (урожденная Монтгомери) (1677—1757), дочь Александра Монтгомери, 9-го графа Эглинтона. Его мать была младшей дочерью Джона Кокрейна, 4-го графа Дандональда (1687—1720), и леди Энн Мюррей (? — 1710).

## Карьера

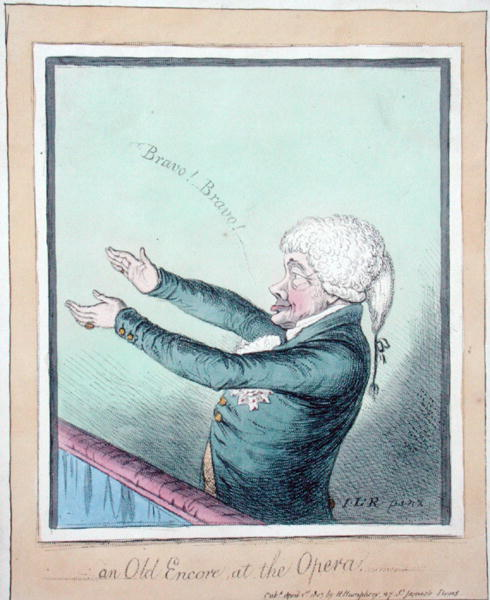
Джон Стюарт изображен в «Старом бисе» в Опере! 1803 года Джеймса Гилрея

Он был избран одним из представительных пэров, представляющих пэров Шотландии в Палате лордов Великобритании, в 1774 году и заседал там до 1790-х годов. С 1783 года до своей смерти он был лордом опочивальни короля Великобритании Георга III.
Граф Галлоуэй, тори, стал мишенью двух враждебных стихотворений Роберта Бёрнса, «Плач Джона Бушби» и «О графе Галлоуэе».
Гэллоуэй, частый посетитель оперы, был карикатурно изображен Джеймсом Гилреем в старом «Бисе» в Опере! 1803 года. В 1762 году Джеймс Босуэлл написал о нем, что у него была «раздражительная прямота, которая не может не вызывать отвращения у людей здравого смысла и деликатности».
Помимо того, что он был членом парламента, лорд Гэллоуэй был лордом полиции с 1768 по 1782 год, пэром-представителем Шотландии с 1774 по 1790 год, кавалером Ордена Чертополоха (1775) и лордом опочивальни с 1784 по 1806 год.
24 сентября 1773 года после смерти своего отца Александра Джон Стюарт унаследовал титулы 7-го графа Галлоуэя (Пэрство Шотландии), 7-го лорда Гарлиса (Пэрство Шотландии), 6-го баронета Стюарта из Корсевелла и 5-го баронета Стюарта из Беррея. 6 июня 1795 года он получил титул 1-го барона Стюарта из Стюартри в Керкубришире (Пэрство Великобритании).

## Меценатство
Граф Галлоуэй был написан в миниатюре Натаниэлем Хоном Старшим, а также полный портрет Антона Рафаэля Менгса в 1758 году, когда он был виконтом Гарлисом, который в настоящее время находится в Музее искусств округа Лос-Анджелес.
Его вторая жена, Энн Дэшвуд, написала свой портрет сэра Джошуа Рейнольдса в 1764 году. Портрет Анны в настоящее время находится в Музее искусств Метрополитен в Нью-Йорке. Леди Гэллоуэй вместе со своей дочерью Сьюзен Стюарт, позже герцогиней Мальборо, также была написана Ангеликой Кауфман.

## Личная жизнь

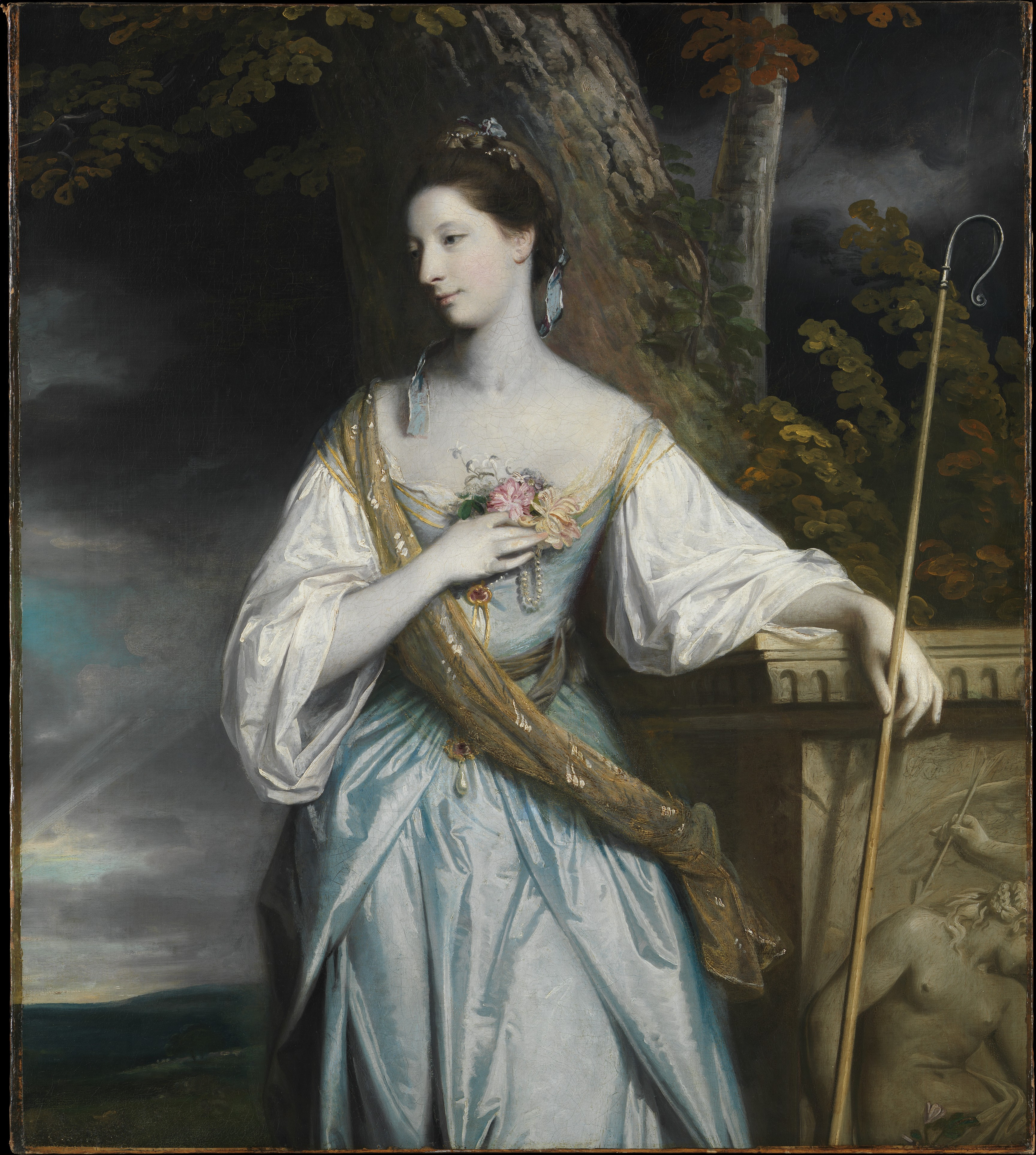
Энн Стюарт, вторая жена 7-го графа Галлоуэя, портрет сэра Джошуа Рейнольдса, 1764 год, Художественный музей Метрополитен

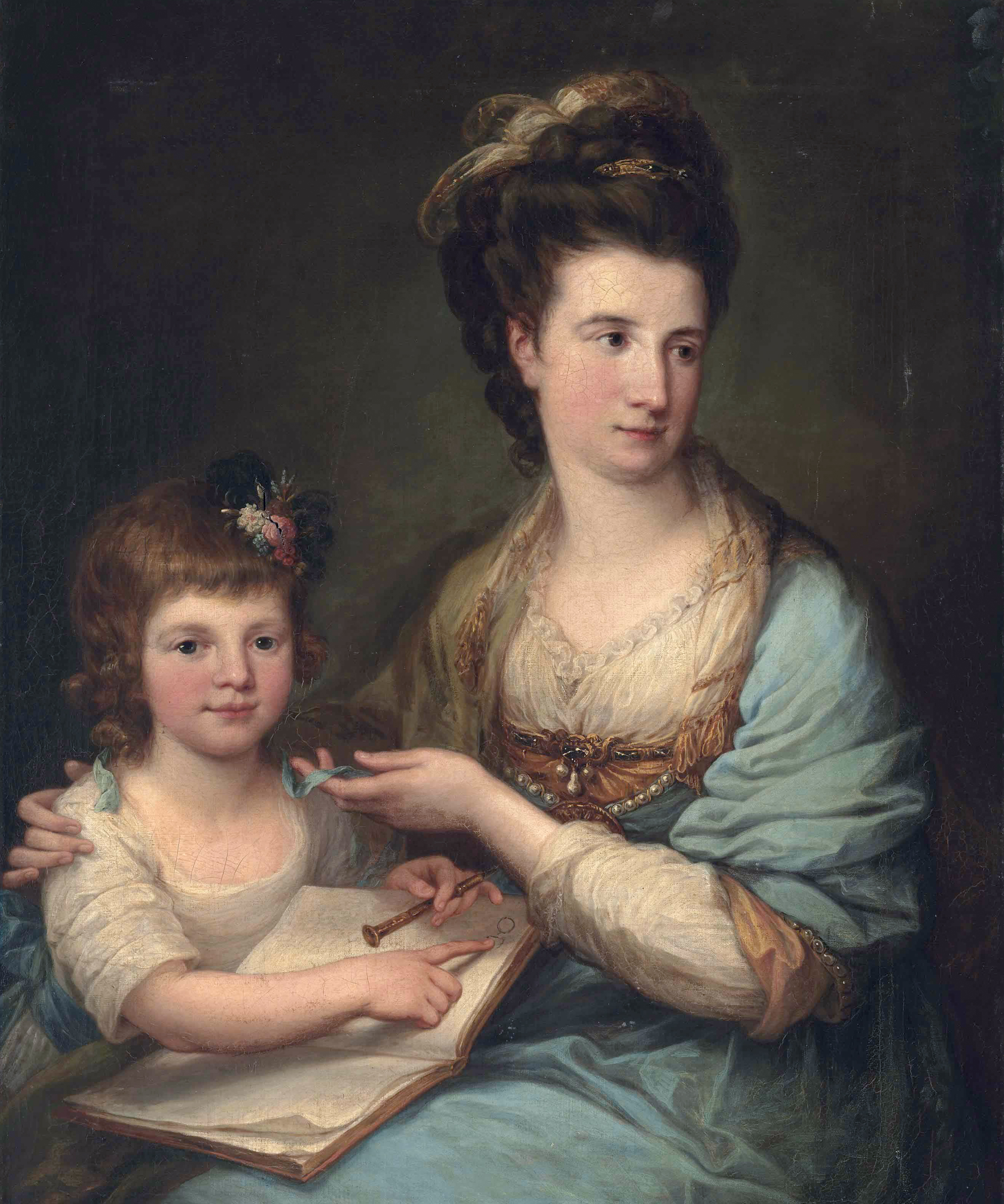
Вторая жена лорда Галлоуэя, Энн Стюарт, и их дочь Сьюзен Стюарт, впоследствии герцогиня Мальборо (1767—1841), от Ангелики Кауфман.

14 августа 1762 года Джон Стюарт женился первым браком на леди Шарлотте Мэри Гревиль (ок. 1745 — 31 мая 1763), дочери Фрэнсиса Гревиля, 1-го графа Уорика (1719—1773), и Элизабет Гамильтон (ок. 1721—1800). У них было два сына, оба умерли в младенчестве.
После ранней смерти своей первой жены он снова женился 13 июня 1764 года на Энн Дэшвуд (1743 — 8 января 1830), дочери сэра Джеймса Дэшвуда, 2-го баронета (1715—1779), и Элизабет Спенсер. Вместе Джон и Энн были родителями шестнадцати детей:
- Леди Кэтрин Стюарт (1765 — 20 сентября 1836), которая вышла замуж за сэра Джеймса Грэма, 1-го баронета (1753—1825), в 1781 году.
- Достопочтенный  Александр Стюарт (1766—1766), умерший в младенчестве.
- Леди Сьюзен Стюарт (10 апреля 1767 — 2 апреля 1841), которая вышла замуж за Джорджа Спенсера-Черчилля, 5-го герцога Мальборо (1766—1840), в 1791 году.
- Адмирал  Джордж Стюарт, 8-й граф Галлоуэй (24 марта 1768 — 27 марта 1834), военно-морской командир и политик.
- Леди Энн Гарриет Стюарт (1769 — 30 января 1850), которая вышла замуж за лорда Спенсера Чичестера (1775—1819) в 1795 году[11]
- Леди Элизабет Юфимия Стюарт  (1771 — 12 ноября 1855), которая вышла замуж за Уильяма Филипса Инге в 1798 году.
- Достопочтенный Левесон Кейт Стюарт  (1772—1780), умерший молодым.
- Леди Джорджиана Фрэнсис Стюарт (1776—1804).
- Генерал-лейтенант, достопочтенный  сэр Уильям Стюарт (10 января 1774 — 7 января 1827), военный офицер, который был первым командиром стрелкового корпуса, командиром дивизии во время войны на полуострове и членом парламента.
- Преподобный достопочтенный  Чарльз Джеймс Стюарт[англ.] (13/16 апреля 1775 — 13 июля 1837), ставший епископом Квебека.
- Леди Шарлотта Стюарт (1777 — май 1842), которая вышла замуж за сэра Эдварда Крофтона, 3-го баронета (1778—1816), в 1801 году.
- Леди Кэролайн Стюарт (1778—1818), которая вышла замуж за преподобного достопочтенного. Джордж Рашаут-Боулз в 1803 году; мать Джорджа Рашаута, 3-го барона Нортвика[12].
- Достопочтенный Монтгомери Гренвиль Джон Стюарт  (15 апреля 1780 — 10 января 1860), женат на Кэтрин Хониман (? — 1833).
- Достопочтенный Эдвард Ричард Стюарт[англ.]  (5 мая 1782 — 27 августа 1851), член парламента, который стал комиссаром Совета по снабжению продовольствием[13], казначеем и генеральным инспектором морской пехоты[14].
- Подполковник  Джеймс Генри Кейт Стюарт[англ.]  (22 октября 1783 — 18 июля 1836), ставший членом парламента от партии тори.
- Леди Джорджиана Шарлотта София Стюарт  (1785—1809), которая вышла замуж за полковника достопочтенного Уильяма Блая (1775—1845), сына Джона Блая, 3-го графа Дарнли, в 1806 году.

Лорд Гэллоуэй скончался 13 ноября 1806 года, и его титулы унаследовал его старший выживший сын, адмирал Джордж Стюарт, 8-й граф Гэллоуэй, который женился на леди Джейн Пэджет (1774—1842), дочери Генри Пэджета, 1-го графа Аксбриджа (1744—1812), и сестре Генри Пэджета, 1-го маркиза Англси (1768—1854).

## Потомки
Его внук, Джордж Спенсер-Черчилль (1793—1857), был 6-м герцогом Мальборо, а его братом был лорд Чарльз Спенсер-Черчилль (1794—1840). Через его внука он был предом премьер-министра Великобритании Уинстона Черчилля.
Его внук, Рэндольф Стюарт (1800—1873), был 9-м графом Галлоуэем и служил лордом-лейтенантом Керкубришира с 1828 по 1845 год и был депутатом парламента от Кокермута с 1826 по 1831 год. Он женился на леди Гарриет Бланш Сомерсет, дочери Генри Сомерсета, 6-го герцога Бофорта.
Его внук, Джордж Рашут (1811—1887), был 3-м бароном Нортвиком и служил депутатом парламента от Ившема с 1837 по 1841 год и депутатом парламента от Восточного Вустершира с 1847 по 1859 год. Он женился на достопочтенной Элизабет Августе, дочери Уильяма Бейтмана-Хэнбери, 1-го барона Бейтмана, и вдове Джорджа Уорбертона, в 1869 году.
Его внучка София Блай вышла замуж за Генри Уильяма Парнелла (1809—1896) в 1835 году, сына Генри Парнелла, 1-го барона Конглтона, который приходился двоюродным дедушкой Чарльзу Стюарту Парнеллу. Сестра Генри У. Парнелла, Эмма Джейн Парнелл, была замужем за Эдвардом Блаем, 5-м графом Дарнли.